# Franz Xaver Bucher (Maler, 1899)
Franz Xaver Bucher (* 10. Dezember 1899 in Fridingen an der Donau; † 1. März 1959 ebenda) war ein deutscher Zeichner, Maler und Buchillustrator.

## Leben
Franz Xaver Bucher entstammte der Fridinger Künstlerfamilie Bucher, einer Familie, in der die künstlerische Betätigung zum Alltag gehörte. Sein 1929 geborener Neffe war der Donautalmaler Hans Bucher († 2002).
Beim „Eck-Xaver“, wie ihn die Bewohner seiner Heimatstadt Fridingen an der Donau zu Lebzeiten nannten, zeigte sich schon früh eine überragende künstlerische Begabung; eine entsprechende Förderung und Ausbildung blieb ihm allerdings versagt.
Nach dem Besuch des Lehrerseminars in Rottweil wurde er Volksschullehrer. Zu seiner Heimatstadt Fridingen bewahrte er eine lebenslange Anhänglichkeit, wenngleich ihn sein Lehrerberuf für viele Jahrzehnte an verschiedene Wirkungsstätten im Schwarzwald, im Unterland oder in Oberschwaben führte.
Bucher entfaltete eine bemerkenswert hohe technische Fertigkeit und künstlerische Produktivität. Vor allem als virtuoser Schnellzeichner und Karikaturist machte er auf sein jeweiliges Umfeld großen Eindruck. Er war eine Persönlichkeit von besonderer Prägung, ein sensibler Mensch, verletzlich und entflammbar.
Im Jahr 1959 starb Franz Xaver Bucher an den Folgen eines Sturzes auf der engen Treppe seines Elternhauses im 60. Lebensjahr.

## Werke

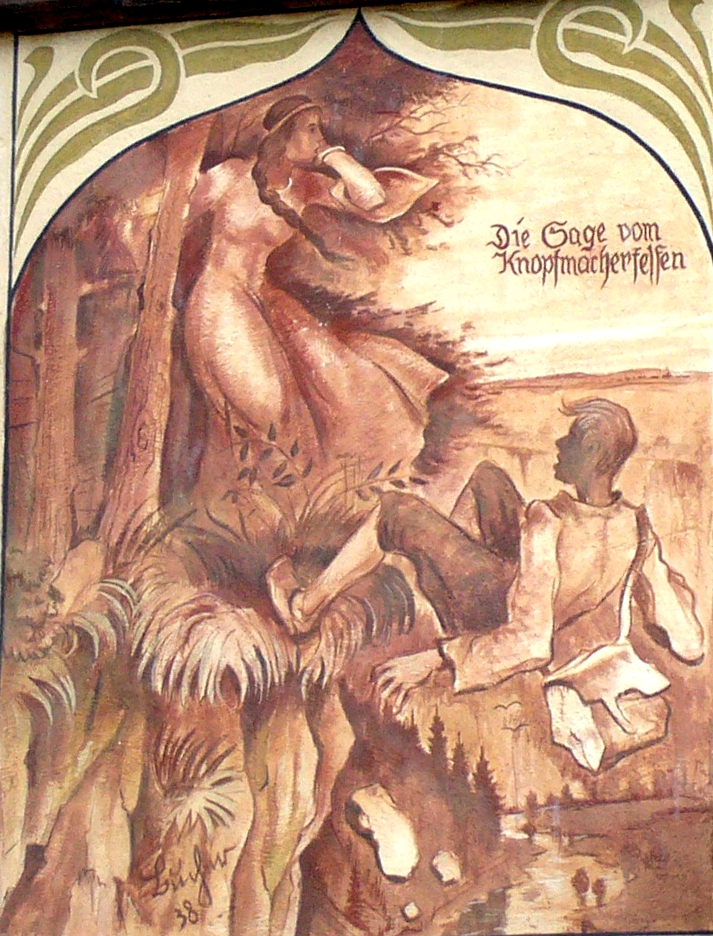
Xaver Bucher: Die Sage vom Knopfmacherfelsen, dargestellt am Haus "Scharfeck" in Fridingen (1938)

Unabhängig von Auftraggebererwartungen oder den künstlerischen Strömungen seiner Zeit schuf er ein eindrucksvolles grafisches Werk, das sich durch stilistische Unverwechselbarkeit und häufig auch durch thematische Eigenwilligkeit auszeichnet. Seine Werke, die oft lyrischen Charakter aufweisen, schöpfen aus der starken Bindung an die heimatliche Landschaft und Dorfgemeinschaft. Seine Motive fand er an den Stätten seiner Kindheit wie auch an seinen verschiedenen Wirkungsorten in der Lebenswelt der Bauern und Handwerker. Er porträtierte markante und originelle Zeitgenossen, gestaltete mit lyrischem Blick unscheinbare Winkel und Szenerien und hinterließ so häufig auch Erinnerungen an Orte und Menschen, die sonst längst verschwunden und vergessen sind. Sie strahlen die reiche und intensive Wahrnehmung des Künstlers aus und erheben ihn über das Niveau eines Heimatmalers. Er hat in Aquarell und Deckfarbe viele Landschaften, Bilder aus dem bäuerlichen Leben, stille Winkel und vertraute Gassen in seinem geliebten Fridingen und an anderen Plätzen seines Wirkens gemalt.

## Würdigung
Seine Bilder, die er zumeist an Freunde und Bekannte verschenkt hatte, wurden in dem 2007 als Museum eröffneten Künstlerhaus Scharf Eck in Fridingen zusammengetragen und befinden sich in einer Dauerausstellung. Das Museum, das sich hauptsächlich dem Leben und dem Werk des Donautalmalers Hans Bucher widmet, vermittelt auf drei Etagen Einblicke in die Künstlerfamilie Bucher, die drei Generationen das „Scharf Eck“ bewohnte.